# Llista d'orquestres simfòniques d'Europa

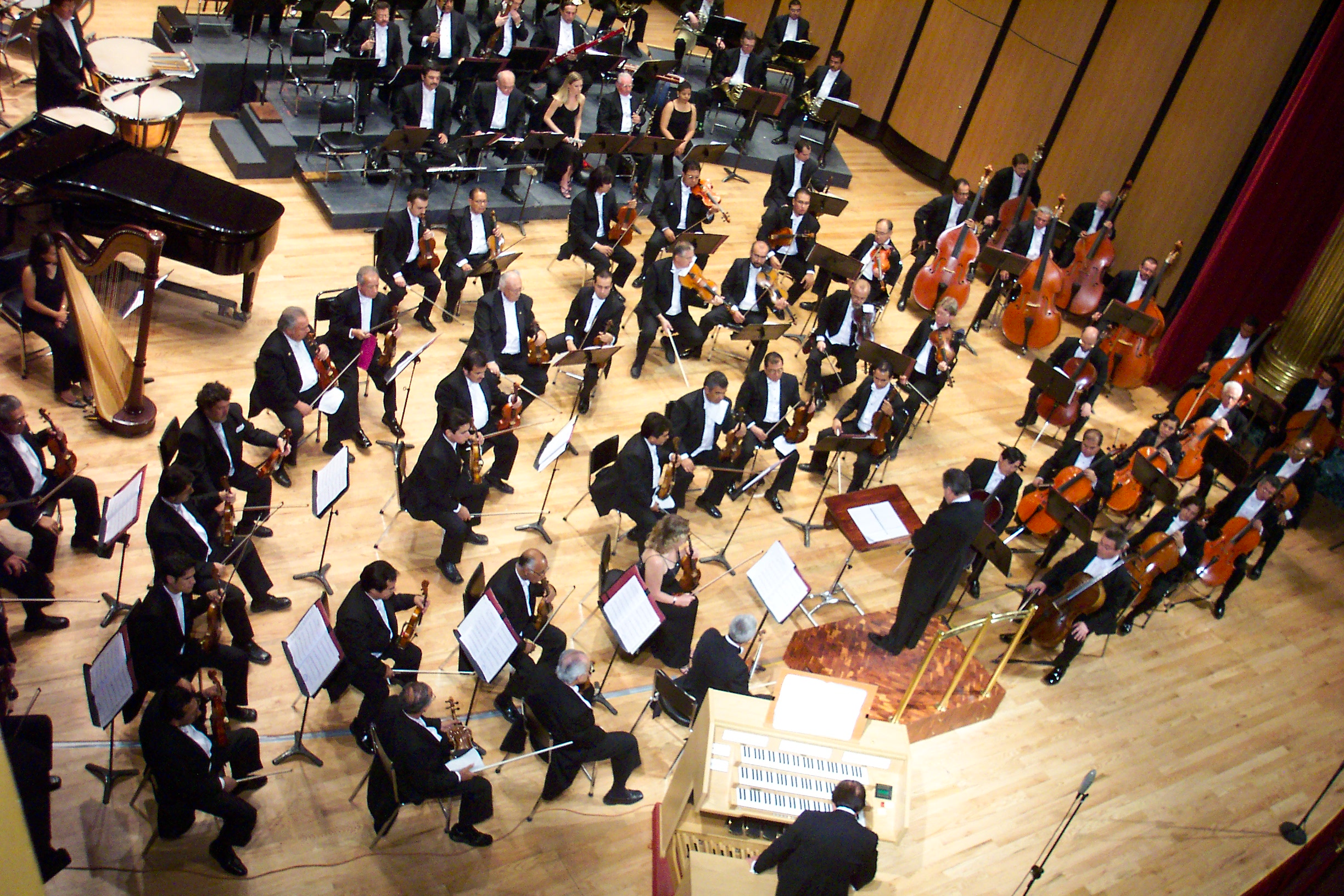
Orquesta Filarmónica de Jalisco.

Llista no exhaustiva d'Orquestres Simfòniques d'Europa.

## Alemanya
| - Akademische Orchestervereinigung - Badische Staatskapelle - Bamberger Symphoniker - Bayerische Kammerphilharmonie - Bayerisches Staatsorchester - Berliner Philharmoniker - Berliner Symphoniker - Bielfelder Philharmoniker - Bochumer Symphoniker - Brandenburgisches Staatsorchester - Collegium Aureum - Deutsche Kammerphilharmonie Bremen - Deutsches Filmorchester Babelsberg (web) - Deutsches Symphonie-Orchester Berlin - Dortmunder Philharmoniker - Dresdner Philharmonie (web) - Duisburger Philharmoniker - Fuldaer Symphonisches Orchester) (web) - Gewandhausorchester Leipzig - Gürzenich-Orchester Köln - Hofer Symphoniker - HR-Sinfonieorchester - Jenaer Philharmonie | - Klassische Philharmonie Bonn - Konzerthausorchester Berlin - MDR-Sinfonieorchester Leipzig - Mecklenburgische Staatskapelle Schwerin - Münchner Bach-Orchester - Münchner Philharmoniker (web) - Münchner Rundfunkorchester - NDR Radiophilharmonie - NDR Sinfonieorchester - Neue Philharmonie Frankfurt - Niedersächsisches Jugendsinfonieorchester - Niedersächsisches Staatsorchester - Orchester der Beethovenhalle Bonn - Philharmonia Hungarica - Philharmoniker Altenburg-Gera - Philharmoniker Freiburg - Philharmoniker Hamburg - Philharmoniker Kiel - Philharmoniker Stuttgart - Philharmonisches Orchester Heidelberg - Philharmonisches Staatsorchester Bremen | - Philharmonisches Staatsorchester Halle - Radio-Sinfonieorchester Stuttgart des SWR (web) Arxivat 2006-02-06 a Wayback Machine. - Rundfunk-Sinfonieorchester Berlin - Rundfunk-Sinfonieorchester Saarbrücken (web) Arxivat 2006-12-19 a Wayback Machine. - Saarländisches Staatsorchester - Sächsische Staatskapelle Dresden - Sächsisches Staatsorchester - Schleswig-Holsteinisches Landestheater und Sinfonieorchester (web) - Staatskapelle Berlin, (web) Arxivat 2006-10-05 a Wayback Machine. - Staatskapelle Halle - Staatskapelle Weimar - Staatsorchester Braunschweig - Staatsorchester Rheinische Philharmonie Koblenz - SWR Sinfonieorchester - Symphonieorchester des Bayerischen Rundfunks (web) Arxivat 2007-03-11 a Wayback Machine. - Symphony Orchestra Wuppertal - WDR Rundfunkorchester Köln - WDR Sinfonieorchester Köln - Württembergische Philharmonie - Württembergisches Kammerorchester - Württembergisches Staatsorchester |

## Àustria
- Bruckner Orchester Linz (web)
- Gustav Mahler Jugendorchester
- Orquesta Sinfónica de Carinthia "Kärntner Symphonieorchester"
- Mozarteum Orchester Salzburg
- Radio-Symphonieorchester Wien
- Niederösterreichisches Tonkünstler Orchester NTO
- Wiener Philharmoniker (web)
- Wiener Symphoniker (web)
- Wiener Johann Strauß Orchester

## Bèlgica
- deFilharmonie (web) Arxivat 2012-12-10 at Archive.is
- Orchestre National de Belgique (Nationaal Orkest van België) (web) Arxivat 2007-05-19 a Wayback Machine.
- Orchestre Philharmonique de Liège
- Orchestre Royal de Chambre de Wallonie
- Vlaams Radio Orkest (web)

## Bòsnia i Hercegovina
- Sarajevo Philharmonic Orchestra

## Bulgària
- New Symphony Orchestra
- Sofia Philharmonic Orchestra

## República Txeca
- Statni filharmonie Brno
- Český národní symfonický orchestr (web)
- Česká filharmonie (web)
- Pražská komorní filharmonie (web)
- Symfonický orchestr Českého rozhlasu (web)
- Západočeského symfonického orchestru Mariánské Lázně (web)

## Dinamarca
- Aalborg Symphony Orchestra
- Aarhus Symphony Orchestra
- Copenhagen Phiharmonic
- DR Radiosymfoniorkestret (web)
- Odense Symphony Orchestra
- Sonderjyllands Symphony orchestra

## Eslovàquia
- Slovenská filharmónia (web)
- Slovenský rozhlas (web)
- Štátna filharmónia Košice (web)

## Eslovènia
- Simfonični orkester RTV Slovenija (web)
- Orkester Slovenske filharmonije (web)
- Orkester Maribor filharmonije

## Espanya
- Euskadiko Orkestra Sinfonikoa
- Orquestra Simfònica Camerata XXI
- Orquesta Ciudad de Granada
- Orquesta de la Comunidad de Madrid
- Orquesta Filarmónica de Gran Canaria
- Orquesta Filarmónica de Málaga
- Orquesta Nacional de España
- Orquesta Pablo Sarasate
- Orquesta Sinfónica de Galicia
- Orquesta Sinfónica de la Región de Murcia
- Orquesta Sinfónica de Madrid
- Orquesta Sinfónica de RTVE
- Orquesta Sinfónica de Tenerife
- Orquesta Sinfónica del Principado de Asturias
- Orquestra de Cadaqués
- Orquestra de València
- Orquestra Filharmònica de Catalunya (vegeu OCE)
- Orquestra Simfònica de Barcelona i Nacional de Catalunya
- Orquestra Simfònica de les Illes Balears 'Ciutat de Palma'
- Orquestra Simfònica del Gran Teatre del Liceu
- Orquestra Simfònica del Vallès
- Orquestra Simfònica Julià Carbonell de les Terres de Lleida
- Real Orquesta Sinfónica de Sevilla
- Real Philharmonia de Galicia

## Estònia
- Eesti Riiklik Sümfooniaorkester (web)

## Finlàndia
- Finnish Radio Symphony Orchestra
- Helsinki Philharmonic Orchestra
- Lahti Symphony Orchestra
- Oulu Symphony Orchestra
- Tampere Philharmonic Orchestra
- Turku Philharmonic Orchestra

## França
- Ensemble InterContemporain
- Orchestre de la Société des Concerts du Conservatoire
- Orchestre de Paris
- Orchestre des Champs Elysees
- Orchestre Lamoureux (web) Arxivat 2008-11-02 a Wayback Machine.
- Orchestre National de France (web)
- Orchestre Philharmonique de Radio-France (web) Arxivat 2009-02-18 a Wayback Machine.
- Orchestre national du Capitole de Toulouse (web)
- Orchestre national des Pays de la Loire

## Hongria
- Budapest Festival Orchestra
- Hungarian National Philharmonic Orchestra
- Philharmonia Hungarica
- Orquestra Simfònica de Szeged (Szegedi Szimfonikus Zenekar)

## Islàndia
- Sinfóníuhljómsveit Íslands (web)

## Irlanda
- Irish Chamber Orchestra
- National Symphony Orchestra of Ireland
- Dublin Philharmonic Orchestra (web)
- Camerata Ireland (web)
- Cork Symphony Orchestra (web) Arxivat 2008-04-17 a Wayback Machine.

## Itàlia
- Camerata de' Bardi
- Orchestra de La Fenice
- Orchestra de La Scala
- I Solisti Veneti
- Orchestra dell'Accademia Nazionale di Santa Cecilia

## Letònia
- Orquestra Simfònica Nacional Letona

## Luxemburg
- Lëtzebuerger philharmoneschen Orchester (web)[Enllaç no actiu]

## Mónaco
- Monte-Carlo Philharmonic Orchestra

## Montenegro
- RTCG Orchestra

## Noruega
- Tromsø Symphony Orchestra, (web)
- Bergen Philharmonic Orchestra, (web)
- Kristiansand Symphony Orchestra
- Norwegian Radio Orchestra
- Oslo Philharmonic Orchestra
- Oslo Sinfonietta
- Stavanger Symphony Orchestra
- Trondheim Symphony Orchestra

## Països Baixos
- Concertgebouworkest (web) Arxivat 2011-09-27 a Wayback Machine.
- Holland Symfonia (web)
- Nationaal Jeugd Orkest (web) Arxivat 2007-03-05 a Wayback Machine.
- Nederlands Philharmonisch Orkest (web) Arxivat 2011-12-14 a Wayback Machine.
- Noord Nederlands Orkest (web) Arxivat 2008-02-05 a Wayback Machine.
- Orchestra of the 18th Century
- Radio Filharmonisch Orkest Holland (web) Arxivat 2007-09-28 a Wayback Machine.
- Residentie Orchestra
- Rotterdams Philharmonisch Orkest (web)

## Polònia
| - Sinfonia Varsovia (web) - Warsaw Philharmonic Orchestra (web) - Narodowa Orkiestra Symfoniczna Polskiego Radia (NOSPR) (web) - Orkiestra Opery i Filharmonii Podlaskiej (web) Arxivat 2007-02-19 a Wayback Machine. - Orkiestra Symfoniczna Filharmonii Pomorskiej (web) - Orkiestra Filharmonii Częstochowskiej (web) - Polska Filharmonia Bałtycka (web) - Orkiestra Symfoniczna Filharmonii Śląskiej (web) Arxivat 2019-04-28 a Wayback Machine. - Orkiestra Symfoniczna Filharmonii Świętokrzyskiej (web) - Orkiestra Symfoniczna Filharmonii Koszalińskiej (web) - Orkiestra Filharmonii im. Karola Szymanowskiego (web) Arxivat 2020-08-07 a Wayback Machine. - Orkiestra Filharmonii Lubelskiej (web) Arxivat 2007-03-11 a Wayback Machine. - Orkiestra Symfoniczna Filharmonii Łódzkiej (web) | - Orkiestra Symfoniczna Filharmonii Opolskiej (web) - Orkiestra Filharmonii Poznańskiej (web) Arxivat 2007-07-05 a Wayback Machine. - Orkiestra Symfoniczna Filharmonii im. A. Malawskiego (web) Arxivat 2007-02-24 a Wayback Machine. - Orkiestra Polskiej Filharmonii 'Sinfonia Baltica' (web) - Orkiestra Symfoniczna Filharmonii Szczecińskiej (web) - Toruńska Orkiestra Symfoniczna (web) - Orkiestra Symfoniczna Filharmonii Sudeckiej (web) Arxivat 2007-02-05 a Wayback Machine. - Orkiestra Symfoniczna Filharmonii Wrocławskiej (web) - Orkiestra Symfoniczna Filharmonii Zabrzańskiej (web) - Polska Orkiestra Włościańska (web) Arxivat 2006-01-02 a Wayback Machine. - Orkiestra Filharmonii Zielonogórskiej (web) Arxivat 2007-02-12 a Wayback Machine. - Girl orchestra of Auschwitz |

## Portugal
- Orquestra do Conservatório Nacional de Lisboa
- Orquestra Sinfónica do Conservatório de Música do Porto
- Orquestra Gulbenkian
- Orquestra de Câmara de Cascais e Oeiras
- Orquestra Metropolitana de Lisboa
- Orquestra Nacional do Porto
- Orquestra Sinfónica Juvenil
- Orquestra Sinfónica Portuguesa
- Orquestra do Algarve
- Orquestra Barroca "Divino Sospiro"
- Orquestra Clássica da Madeira
- Orquestra Sinfónica da Póvoa de Varzim

## Romania
- George Enescu Philharmonic Orchestra (web) Arxivat 2007-02-23 a Wayback Machine.
- National Radio Orchestra (web) Arxivat 2007-04-01 a Wayback Machine.
- Brasov Opera Orchestra (web) Arxivat 2007-09-28 a Wayback Machine.

## Rússia
- Orquestra Filharmònica de Moscou
- National Philharmonic of Russia
- St. Petersburg Philharmonic Orchestra
- Russian National Orchestra
- Russian Philharmonic Orchestra
- State Academic Symphony Orchestra of the Russian Federation
- State Symphony Capella of Russia
- Tchaikovsky Symphony Orchestra of Moscow Radio

## Sèrbia
- Belgrade Phiharmonic Orchestra (web) Arxivat 2007-02-03 a Wayback Machine.
- Symphony Orchestra of Radio Television of Serbia
- Symphony Orchestra of the National Theatre
- Niš Simphony Orchestra
- Vojvodina Philharmonic Orchestra
- Simphony Orchestra of Army of Yugoslavia

## Suècia
- Gothenburg Symphony Orchestra
- Malmö Symphony Orchestra
- Norrköping Symphony
- Örebro Chamber Orchestra
- Royal Academic Orchestra
- Royal Stockholm Philharmonic Orchestra
- Swedish Radio Symphony Orchestra
- Stockholms Youth Symphony Orchestra

## Suïssa
- Basel Sinfonietta (web)
- Berner Symphonie-Orchester (web)
- Lucerne Festival Strings
- Orchester Musikkollegium Winterthur
- Orchestre de Chambre de Lausanne (web) Arxivat 2005-12-13 a Wayback Machine.
- Orchestre de la Suisse Romande (web)
- Sinfonieorchester Basel (web)
- Tonhalle Orchester Zurich (web)
- Zurcher Kammer Orchester

## Regne Unit

### Anglaterra
| - Academy of Ancient Music - Academy of St. Martin in the Fields - BBC Concert Orchestra - BBC Philharmonic - BBC Symphony Orchestra - Birmingham Contemporary Music Group - Bournemouth Symphony Orchestra - Camerata of London - City of Birmingham Symphony Orchestra - City of Sheffield Youth Orchestra - City of London Sinfonia - City of Rochester Symphony Orchestra - Colne Valley Youth Orchestra - English Chamber Orchestra - Ex Cathedra Choir and Orchestra - Exeter Music Group Symphony Orchestra - Hallé Orchestra - Huddersfield Philharmonic Orchestra - Hull Philharmonic Orchestra | - Imperial College Symphony Orchestra - Kings Chamber Orchestra - London Classical Players - London Philharmonic Orchestra - London Symphony Orchestra - Manchester Camerata - Northern Sinfonia - Orchestra of Opera North - Orchestra of the Age of Enlightenment - Orchestra of the City - Philharmonia - Portsmouth Sinfonia - Royal Liverpool Philharmonic Orchestra - Royal Philharmonic Orchestra - Sheffield Symphony Orchestra - Sunderland Symphony Orchestra - Taverner Consort and Players - West Cambridge Symphony Orchestra |

### Irlanda del Nord
- Ulster Orchestra

### Escòcia
- BBC Scottish Symphony Orchestra
- National Youth Orchestra of Scotland
- Royal Scottish National Orchestra
- Scottish Chamber Orchestra
- West of Scotland Schools Symphony Orchestra

### Gal·les
- BBC National Orchestra of Wales